# Hyleoglomeris alba
Hyleoglomeris alba — вид двопарноногих багатоніжок родини Glomeridae. Описаний у 2022 році.

## Назва
Видова назва вказує на загальний білий колір живих особин виду.

## Поширення
Ендемік В'єтнаму. Мешкає у карстових печерах в провінції Каобанг на півночі країни.

## Опис
Вирізняється повністю троглобіотичною формою без очей, безпігментованим тілом і округло-трикутною синкокситальною часткою телопод.